# Theronia frontella
Theronia frontella är en stekelart som beskrevs av Gupta 1962. Theronia frontella ingår i släktet Theronia och familjen brokparasitsteklar. Utöver nominatformen finns också underarten T. f. fasciata.